# James Patrick Green
James Patrick Green (Filadelfia, 30 maggio 1950) è un arcivescovo cattolico statunitense.

## Biografia

### Ministero presbiterale
Fu ordinato sacerdote del clero di Filadelfia dal cardinale John Joseph Krol, arcivescovo della medesima diocesi, il 15 maggio 1976.
Nei suoi primi anni al servizio diplomatico della Santa Sede, prestò servizio in Papua Nuova Guinea e Corea del Sud, prima di diventare consigliere del nunzio nei Paesi Bassi e poi in Spagna e Andorra. Nel 1999, fu trasferito in Danimarca come consigliere del nunzio nella nunziatura per i paesi nordici.
Fu Incaricato d'affari a Taiwan dal 2002 al 2003.

### Ministero episcopale e servizio diplomatico
Il 17 agosto 2006 fu nominato arcivescovo titolare di Altino e nunzio apostolico in Sudafrica e Namibia e delegato apostolico in Botswana.
Ricevette la consacrazione episcopale il 6 settembre 2006, per le mani del cardinale Angelo Sodano, co-consacranti i cardinali Ivan Dias e Justin Francis Rigali. Contestualmente fu anche nominato nunzio apostolico per lo stato del Lesotho.
Il 23 settembre dello stesso anno fu nominato anche nunzio apostolico nello Swaziland.
Stabilitosi a Pretoria, a causa delle numerose sedi vacanti e di quelle che avrebbero richiesto la successione in breve, fu coinvolto nella nomina di diciassette vescovi della regione dell'Africa meridionale, lasciando come eredità un episcopato giovane e stabile.
Nel novembre 2008, la Santa Sede e il Botswana decisero di comune accordo di stabilire tra di loro relazioni diplomatiche e mons. Green, da delegato apostolico, divenne il primo nunzio nel febbraio 2009.
Il 15 ottobre 2011 fu nominato nunzio apostolico in Perù.
Il 12 dicembre 2014 conferisce l'ordinazione episcopale a Robert Francis Prevost, il quale sarà eletto papa nel conclave del 2025 con il nome di Leone XIV.
Il 6 aprile 2017 fu nominato nunzio apostolico in Svezia e Islanda, il 13 giugno nunzio apostolico in Danimarca, il 12 ottobre nunzio apostolico in Finlandia, e il 18 ottobre nunzio apostolico in Norvegia.
Il 30 aprile 2022 papa Francesco accettò la sua rinuncia.

## Genealogia episcopale e successione apostolica
La genealogia episcopale è:
- Cardinale Scipione Rebiba
- Cardinale Giulio Antonio Santori
- Cardinale Girolamo Bernerio, O.P.
- Arcivescovo Galeazzo Sanvitale
- Cardinale Ludovico Ludovisi
- Cardinale Luigi Caetani
- Cardinale Ulderico Carpegna
- Cardinale Paluzzo Paluzzi Altieri degli Albertoni
- Papa Benedetto XIII
- Papa Benedetto XIV
- Papa Clemente XIII
- Cardinale Marcantonio Colonna
- Cardinale Giacinto Sigismondo Gerdil, B.
- Cardinale Giulio Maria della Somaglia
- Cardinale Carlo Odescalchi, S.I.
- Vescovo Eugène de Mazenod, O.M.I.
- Cardinale Joseph Hippolyte Guibert, O.M.I.
- Cardinale François-Marie-Benjamin Richard de la Vergne
- Cardinale Pietro Gasparri
- Cardinale Clemente Micara
- Cardinale Antonio Samorè
- Cardinale Angelo Sodano
- Arcivescovo James Patrick Green

La successione apostolica è:
- Vescovo Philipp Pöllitzer, O.M.I. (2007)
- Vescovo Michael Wüstenberg (2008)
- Vescovo José Luís Gerardo Ponce de León, I.M.C. (2009)
- Vescovo Valentine Tsamma Seane (2009)
- Vescovo João Noé Rodrigues (2010)
- Papa Leone XIV (2014)